# Anastásia Mikhailovna de Torby
Anastásia Mikhailovna de Torby, também conhecida como Zia Wernher (9 de setembro de 1892 - 7 de dezembro de 1977) foi a filha mais velha do grão-duque Miguel Mikhailovich da Rússia, um neto do czar Nicolau I, e da sua esposa, a condessa Sofia de Merenberg.

## Biografia
Tal como a sua mãe, Anastásia foi fruto de um casamento morganático e não tinha permissão para herdar o título ou posição do pai. Após a fuga dos seus pais para Sanremo para se casarem em 1891, e o seu consequentemente banimento da Rússia, Sofia foi feita Condessa de Torby pelo seu tio-avô, o grão-duque Adolfo de Luxemburgo. Através da sua mãe era uma descente do poeta de renome Alexandre Pushkin, bem como de Abram Petrovich Gannibal, o protegido africano de Pedro, o Grande.
No dia 20 de julho de 1917, a condessa Anastásia de Torby casou-se com o general-major britânico sir Harold Wernher, 3.º baronete (1893-1973), filho do financeiro Sir Julius Wernher que fez a sua fortuna através da exploração de diamantes sul-africanos. Em setembro desse ano, ela recebeu o estilo e tratamento de uma filha de conde e deixou de usar o seu título de nascimento. A partir de então passou a ser chamada de lady Zia Wernher.
O casal teve um filho e duas filhas. No início do século XXI, os netos de Zia incluem irmãs que são duquesas de Abercorn e Westminster e outro par de irmãs, a Condessa de Dalhousie (nascida Maralyn Butter) e a princesa Alexander Galitzine (nascida Rohays Butter).
A irmã mais nova de Zia casou-se com George Mountbatten, um descendente da rainha Vitória do Reino Unido e tio materno do príncipe Filipe, Duque de Edimburgo.

## Descendência
- George Michael Alexander
- Georgina Kennard. Casada com o Coronel Harold Phillips 
  - Alexandra Hamilton, Duquesa de Abercorn
  - Nicholas Harold Phillips
  - Fiona Mercedes Phillips
  - Marita Georgina Phillips
  - Natalia Grosvenor, Duquesa de Westminster
- Myra Alice Wernher. Casou com o Major Sir David Henry Butter
  - Sandra Elizabeth Zia Butter
  - Maralyn Davina Butter
  - Rohays Georgina Butter
  - Georgina Marguerite Butter
  - Charles Harold Alexander Butter.